# Radiação de ondas longas

Intensidade espectral da luz solar (média no topo da atmosfera) e radiação térmica emitida pela superfície da Terra.

Na ciência climática, a radiação de onda longa (LWR) é a radiação térmica eletromagnética emitida pela superfície da Terra, pela atmosfera e pelas nuvens. Ela também é chamada de radiação terrestre. Essa radiação está na porção infravermelha do espectro, mas é diferente da radiação de ondas curtas (SW) próxima ao infravermelho encontrada na luz solar. 
A radiação de onda longa de saída (OLR) é a radiação de onda longa emitida para o espaço a partir do topo da atmosfera da Terra. A radiação de ondas longas emitida desempenha um papel importante no resfriamento planetário.
A radiação de ondas longas geralmente abrange comprimentos de onda que variam de 3 a 100 micrômetros (μm). Às vezes, um corte de 4 μm é usado para diferenciar a luz solar da radiação de ondas longas. Menos de 1% da luz solar tem comprimentos de onda maiores que 4 μm. Mais de 99% da radiação de onda longa emitida tem comprimentos de onda entre 4 μm e 100 μm.
O fluxo [en] de energia transportado pela radiação de ondas longas emitida é normalmente medido em unidades de watts por metro quadrado (W⋅m-2). No caso do fluxo de energia global, o valor W/m2 é obtido dividindo-se o fluxo total de energia sobre a superfície do globo (medido em watts) pela área da superfície da Terra, 5,1×1014 m2 (5,1×108 km2; 2,0×108 sq mi).
A emissão de radiação de ondas longas é a única maneira pela qual a Terra perde energia para o espaço, ou seja, a única maneira pela qual o planeta se resfria. O aquecimento radiativo da luz solar absorvida e o resfriamento radiativo para o espaço por meio da OLR alimentam o motor térmico que impulsiona a dinâmica [en] atmosférica.
O equilíbrio entre a OLR (energia perdida) e a radiação solar de ondas curtas que chega (energia obtida) determina se a Terra está sofrendo aquecimento ou resfriamento global (consulte o orçamento de energia da Terra [en]).

## Balanço energético planetário

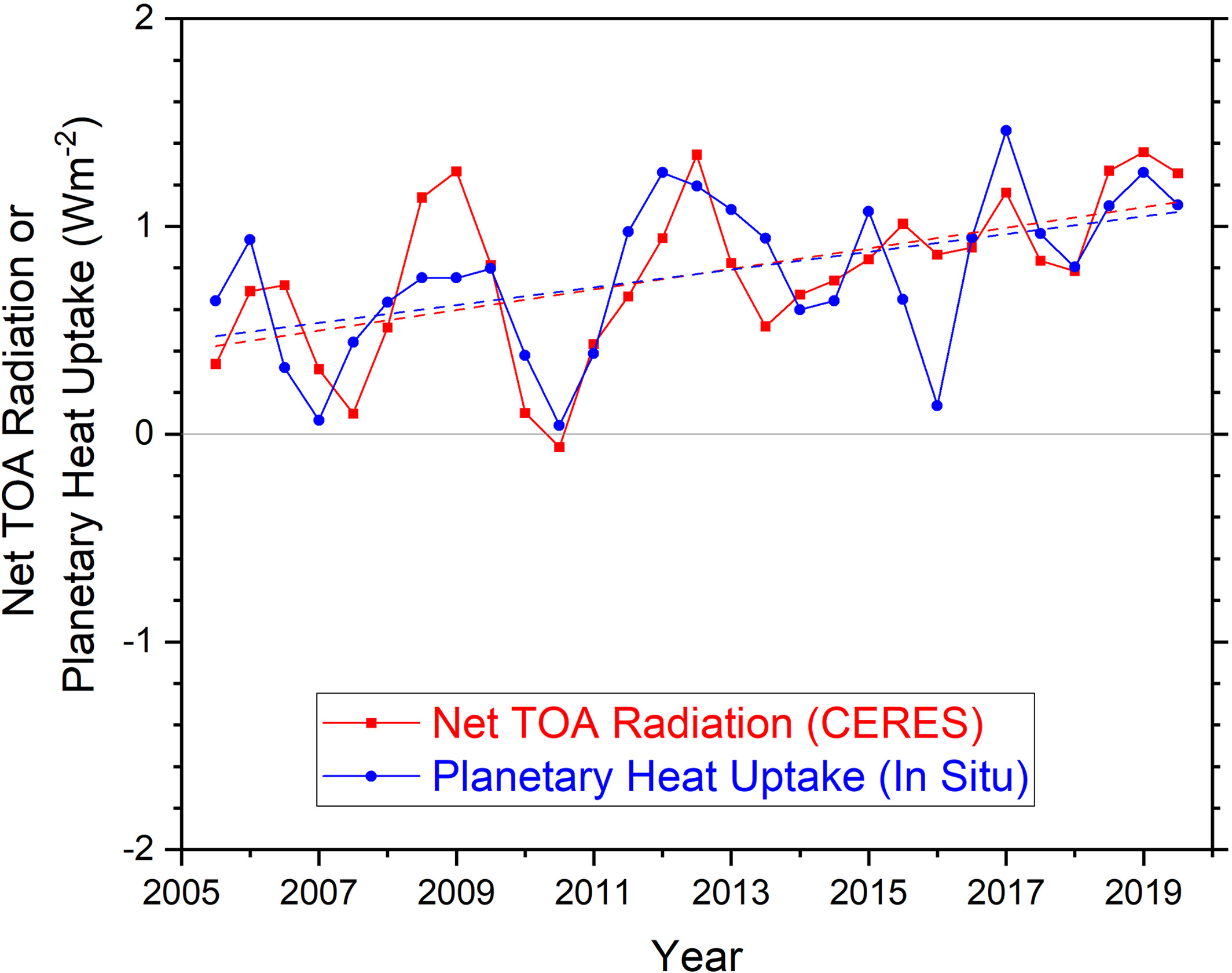
O crescimento do desequilíbrio energético da Terra a partir de medições de satélite e in situ (2005-2019). Uma taxa de +1,0 W/m^{2} somada sobre a superfície do planeta equivale a uma absorção contínua de calor de cerca de 500 terawatts (~0,3% da radiação solar incidente).

A radiação de ondas longas de saída (OLR) constitui um componente crítico do orçamento de energia da Terra [en].

O princípio da conservação de energia diz que a energia não pode aparecer ou desaparecer. Portanto, qualquer energia que entra em um sistema, mas não sai, deve ser retida dentro do sistema. Portanto, a quantidade de energia retida na Terra (no sistema climático da Terra) é regida por uma equação:
[mudança na energia da Terra] = [energia que chega] - [energia que sai].
A energia chega na forma de radiação solar absorvida (ASR). A energia sai na forma de radiação de onda longa de saída (OLR). Assim, a taxa de alteração da energia no sistema climático da Terra é dada pelo desequilíbrio energético da Terra [en] (EEI):
{\displaystyle \mathrm {EEI} =\mathrm {ASR} -\mathrm {OLR} }
Quando a energia está chegando a uma taxa maior do que a que sai (ou seja, ASR > OLR, de modo que o EEI é positivo), a quantidade de energia no clima da Terra aumenta. A temperatura é uma medida da quantidade de energia térmica na matéria. Portanto, nessas circunstâncias, as temperaturas tendem a aumentar em geral (embora as temperaturas possam diminuir em alguns lugares à medida que a distribuição de energia muda). À medida que as temperaturas aumentam, a quantidade de radiação térmica emitida também aumenta, levando a uma maior emissão de radiação de ondas longas (OLR) e a um menor desequilíbrio de energia (EEI).
Da mesma forma, se a energia chega em uma taxa menor do que sai (ou seja, ASR < OLR, de modo que o EEI é negativo), a quantidade de energia no clima da Terra diminui e as temperaturas tendem a diminuir em geral. À medida que as temperaturas diminuem, a OLR diminui, tornando o desequilíbrio mais próximo de zero.
Dessa forma, um planeta naturalmente ajusta constantemente sua temperatura de modo a manter o desequilíbrio de energia pequeno. Se houver mais radiação solar absorvida do que OLR emitida, o planeta se aquecerá. Se houver mais OLR do que radiação solar absorvida, o planeta esfriará. Em ambos os casos, a mudança de temperatura funciona para deslocar o desequilíbrio de energia para zero. Quando o desequilíbrio de energia é zero, diz-se que o planeta está em equilíbrio radiativo. Os planetas tendem naturalmente a um estado de equilíbrio radiativo aproximado.
Nas últimas décadas, mediu-se que a energia está chegando à Terra em uma taxa maior do que a que sai, o que corresponde ao aquecimento do planeta. O desequilíbrio energético tem aumentado. Pode levar de décadas a séculos para que os oceanos aqueçam e a temperatura planetária mude o suficiente para compensar um desequilíbrio energético.

## Emissão
A radiação térmica é emitida por quase toda a matéria, em proporção à quarta potência de sua temperatura absoluta.

Em particular, o fluxo de energia emitido, {\displaystyle M} (medido em W/m2) é dado pela lei de Stefan-Boltzmann para matéria sem corpo negro:
{\displaystyle M=\epsilon \,\sigma \,T^{4}}
Onde {\displaystyle T} é a temperatura absoluta, {\displaystyle \sigma } é a constante de Stefan-Boltzmann, e {\displaystyle \epsilon } é a emissividade. A emissividade é um valor entre zero e um que indica o quanto menos radiação é emitida em comparação com o que um corpo negro perfeito emitiria.

### Superfície
A emissividade da superfície da Terra foi medida na faixa de 0,65 a 0,99 (com base em observações na faixa de comprimento de onda de 8 a 13 mícrons), sendo que os valores mais baixos são para regiões desérticas estéreis. A emissividade está, em sua maior parte, acima de 0,9, e a emissividade média global da superfície é estimada em cerca de 0,95.

### Atmosfera
Os gases mais comuns no ar (ou seja, nitrogênio, oxigênio e argônio) têm uma capacidade insignificante de absorver ou emitir radiação térmica de ondas longas. Consequentemente, a capacidade do ar de absorver e emitir radiação de ondas longas é determinada pela concentração de gases residuais, como vapor de água e dióxido de carbono. De acordo com a lei da radiação térmica de Kirchhoff [en], a emissividade da matéria é sempre igual à sua absortividade, em um determinado comprimento de onda. Em alguns comprimentos de onda, os gases de efeito estufa absorvem 100% da radiação de ondas longas emitida pela superfície.
Embora os gases de efeito estufa no ar tenham uma alta emissividade em alguns comprimentos de onda, isso não corresponde necessariamente a uma alta taxa de radiação térmica emitida para o espaço. Isso ocorre porque a atmosfera geralmente é muito mais fria do que a superfície, e a taxa de emissão de radiação de ondas longas é escalonada como a quarta potência da temperatura. Assim, quanto maior a altitude em que a radiação de onda longa é emitida, menor sua intensidade.

## Absorção atmosférica
A atmosfera é relativamente transparente à radiação solar, mas é quase opaca à radiação de ondas longas. A atmosfera normalmente absorve a maior parte da radiação de ondas longas emitida pela superfície. A absorção da radiação de ondas longas impede que essa radiação chegue ao espaço.
Nos comprimentos de onda em que a atmosfera absorve a radiação da superfície, uma parte da radiação que foi absorvida é substituída por uma quantidade menor de radiação térmica emitida pela atmosfera em uma altitude maior.
Quando absorvida, a energia transmitida por essa radiação é transferida para a substância que a absorveu. No entanto, em geral, os gases de efeito estufa na troposfera emitem mais radiação térmica do que absorvem, de modo que a transferência de calor radiativo de ondas longas tem um efeito de resfriamento líquido no ar. 

### Janela atmosférica
Supondo que não haja cobertura de nuvens, a maioria das emissões da superfície que chegam ao espaço o faz por meio da janela atmosférica [en]. A janela atmosférica é uma região do espectro eletromagnético de comprimento de onda entre 8 e 11 μm em que a atmosfera não absorve a radiação de ondas longas (exceto pela faixa de ozônio entre 9,6 e 9,8 μm).

### Gases
Os gases de efeito estufa na atmosfera são responsáveis pela maior parte da absorção da radiação de ondas longas na atmosfera. Os mais importantes desses gases são o vapor d'água, o dióxido de carbono, o metano e o ozônio. A absorção da radiação de ondas longas pelos gases depende das bandas de absorção específicas dos gases na atmosfera. As bandas de absorção específicas são determinadas por sua estrutura molecular e níveis de energia.

### Nuvens
O equilíbrio da OLR é afetado por nuvens, poeira e aerossóis na atmosfera. As nuvens tendem a bloquear a penetração da radiação de onda longa ascendente, causando um fluxo menor de radiação de onda longa que penetra em altitudes mais elevadas. As nuvens são eficazes na absorção e dispersão da radiação de onda longa e, portanto, reduzem a quantidade de radiação de onda longa emitida.
As nuvens têm efeitos de resfriamento e aquecimento. Elas têm um efeito de resfriamento na medida em que refletem a luz solar (conforme medido pela nuvem de albedo [en]) e um efeito de aquecimento na medida em que absorvem a radiação de ondas longas. Para as nuvens baixas, o reflexo da radiação solar é o maior efeito; portanto, essas nuvens resfriam a Terra. Em contraste, para nuvens altas e finas em ar frio, a absorção da radiação de ondas longas é o efeito mais significativo; portanto, essas nuvens aquecem o planeta.

## Dia e noite
A radiação líquida de todas as ondas é dominada pela radiação de ondas longas durante a noite e nas regiões polares. Embora não haja radiação solar absorvida durante a noite, a radiação terrestre continua a ser emitida, principalmente como resultado da energia solar absorvida durante o dia.

## Relação com o efeito estufa

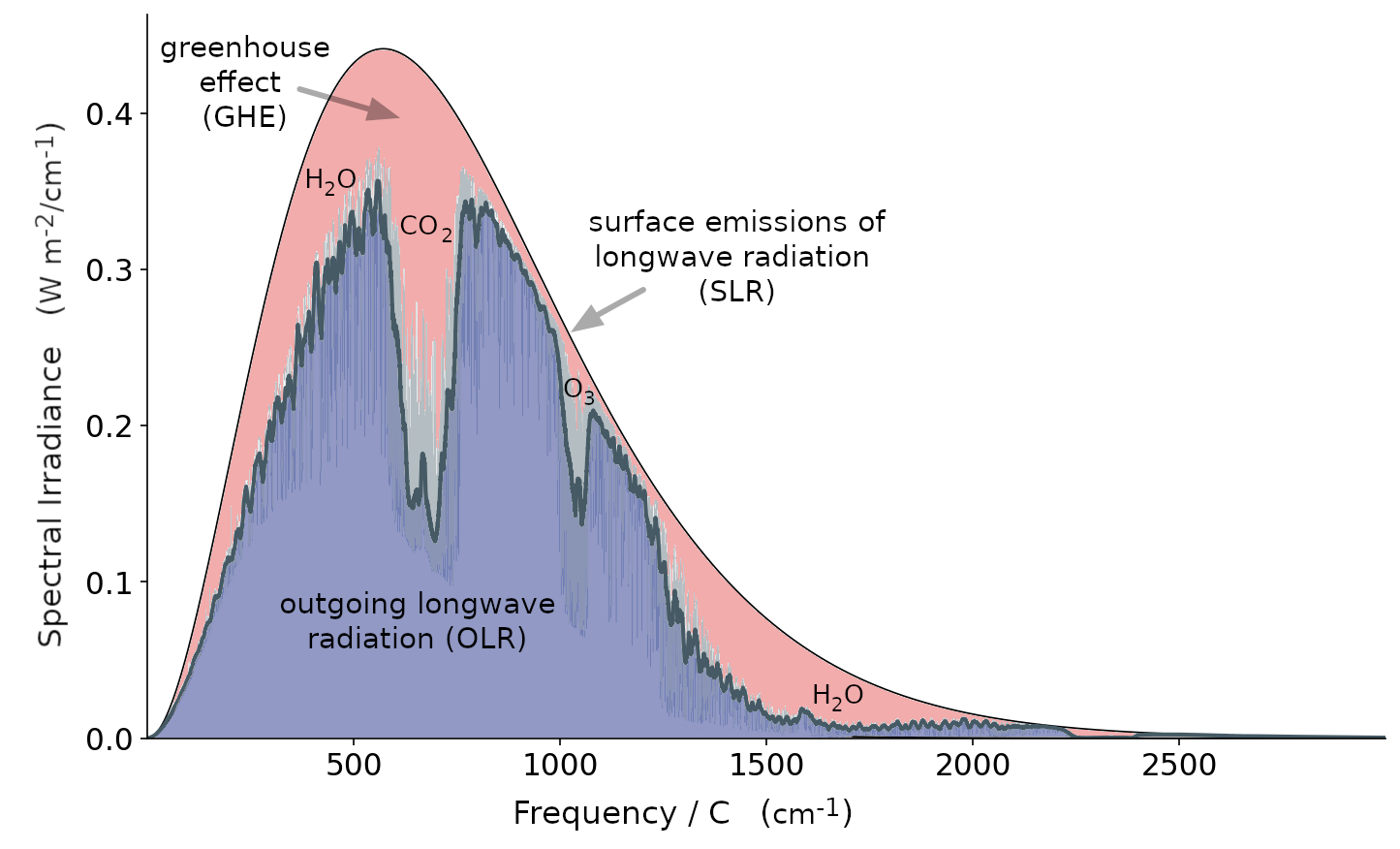
Radiação de saída e efeito estufa em função da frequência. O efeito estufa é visível como a área da área vermelha superior, e o efeito estufa associado ao CO_{2} é diretamente visível como a grande queda próxima ao centro do espectro da OLR.

A redução da radiação de ondas longas de saída (OLR), em relação à radiação de ondas longas emitida pela superfície, é o cerne do efeito estufa.
Mais especificamente, o efeito estufa pode ser definido quantitativamente como a quantidade de radiação de ondas longas emitida pela superfície que não chega ao espaço. Na Terra, em 2015, cerca de 398 W/m2 de radiação de onda longa foi emitida pela superfície, enquanto a OLR, a quantidade que chega ao espaço, foi de 239 W/m2. Assim, o efeito estufa foi de 398-239 = 159 W/m2, ou 159/398 = 40% das emissões da superfície que não chegam ao espaço.

### Efeito do aumento dos gases de efeito estufa
Quando a concentração de um gás de efeito estufa (como o dióxido de carbono (CO2), o metano (CH4), o óxido nitroso (N2O) e o vapor de água (H2O)) aumenta, isso tem vários efeitos. Em um determinado comprimento de onda
- a fração de emissões da superfície que é absorvida aumenta, diminuindo a OLR (a menos que 100% das emissões da superfície nesse comprimento de onda já estejam sendo absorvidas);
- a altitude a partir da qual a atmosfera emite esse comprimento de onda para o espaço aumenta (já que a altitude na qual a atmosfera se torna transparente a esse comprimento de onda aumenta); se a altitude de emissão estiver dentro da troposfera, a temperatura do ar emissor será mais baixa, o que resultará em uma redução da OLR nesse comprimento de onda.

O tamanho da redução da OLR varia de acordo com o comprimento de onda. Mesmo que a OLR não diminua em determinados comprimentos de onda (por exemplo, porque 100% das emissões da superfície são absorvidas e a altitude de emissão está na estratosfera), o aumento da concentração de gases de efeito estufa ainda pode levar a reduções significativas na OLR em outros comprimentos de onda em que a absorção é mais fraca.
Quando a OLR diminui, isso leva a um desequilíbrio energético, com a energia recebida sendo maior do que a energia perdida, causando um efeito de aquecimento. Portanto, um aumento nas concentrações de gases de efeito estufa faz com que a energia se acumule no sistema climático da Terra, contribuindo para o aquecimento global.

### Falácia do orçamento de superfície
Se a absortividade do gás for alta e o gás estiver presente em uma concentração suficientemente alta, a absorção em determinados comprimentos de onda se torna saturada.
Às vezes, argumenta-se incorretamente que isso significa que um aumento na concentração desse gás não terá efeito adicional sobre o orçamento de energia do planeta. Esse argumento negligencia o fato de que a radiação de onda longa emitida é determinada não apenas pela quantidade de radiação da superfície que é absorvida, mas também pela altitude (e temperatura) em que a radiação de onda longa é emitida para o espaço. Mesmo que 100% das emissões da superfície sejam absorvidas em um determinado comprimento de onda, a OLR nesse comprimento de onda ainda pode ser reduzida pelo aumento da concentração de gases de efeito estufa, pois o aumento da concentração faz com que a atmosfera emita radiação de onda longa para o espaço a partir de uma altitude maior. Se o ar nessa altitude mais alta for mais frio (como ocorre em toda a troposfera), as emissões térmicas para o espaço serão reduzidas, diminuindo a OLR. 
As conclusões falsas sobre as implicações da absorção estar “saturada” são exemplos da falácia do orçamento da superfície, ou seja, o raciocínio errôneo que resulta do foco na troca de energia na superfície, em vez de se concentrar no balanço de energia do topo da atmosfera (TOA). 

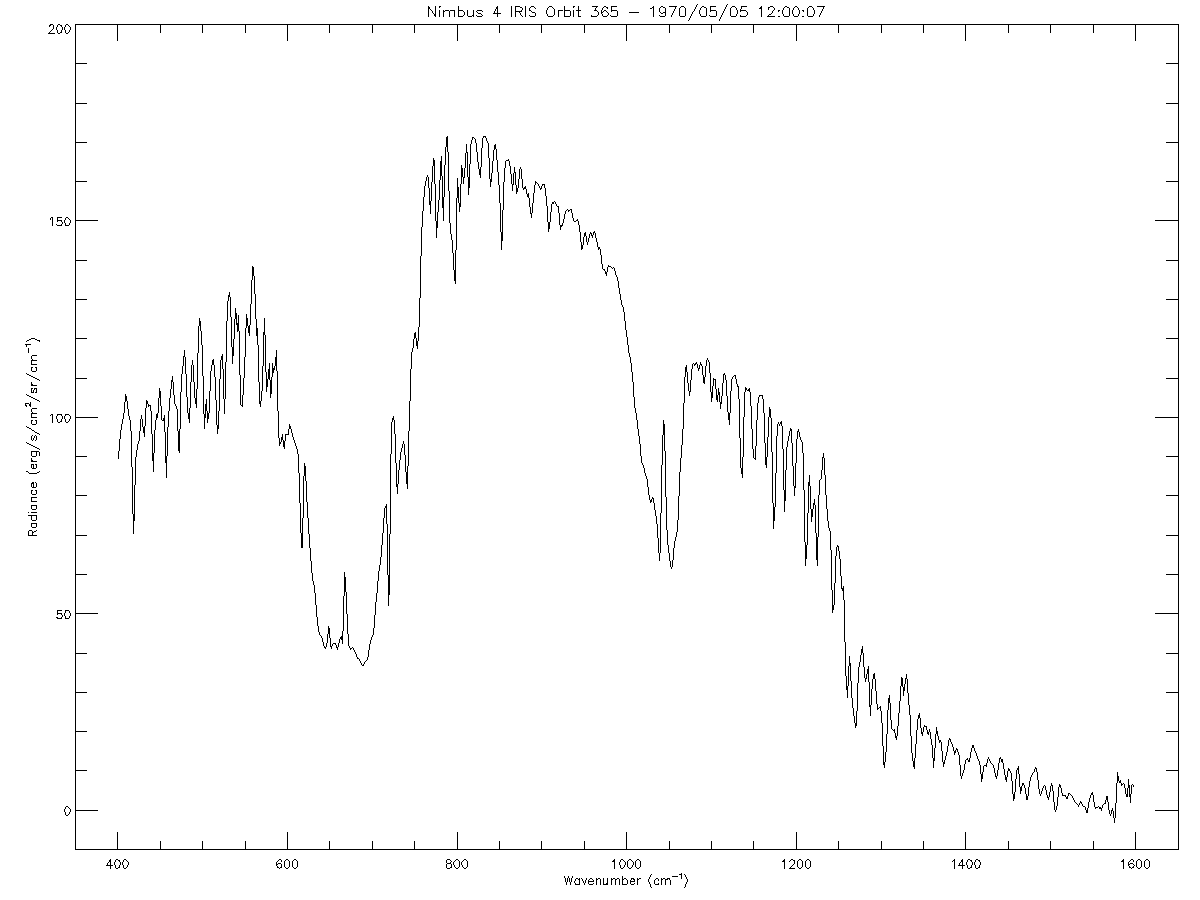
Exemplo de espectro de número de onda das emissões infravermelhas da Terra (400-1600 cm-1) medido pelo IRIS na Nimbus 4 no ano de 1970.

As medições da radiação de onda longa emitida no topo da atmosfera e da radiação de onda longa de volta para a superfície são importantes para entender quanta energia é retida no sistema climático da Terra: por exemplo, como a radiação térmica resfria e aquece a superfície e como essa energia é distribuída para afetar o desenvolvimento das nuvens. A observação desse fluxo radiativo de uma superfície também oferece uma maneira prática de avaliar as temperaturas da superfície em escala local e global. Essa distribuição de energia é o que impulsiona a termodinâmica atmosférica [en].

### OLR
A radiação de onda longa de saída (OLR) tem sido monitorada e relatada desde 1970 por uma progressão de missões e instrumentos de satélite.
- As primeiras observações foram feitas com instrumentos de espectrômetro e radiômetro de interferômetro infravermelho [en] (IRIS) desenvolvidos para o programa Nimbus e implantados no Nimbus-3 e no Nimbus-4.[34][35] Esses interferômetros Michelson foram projetados para abranger comprimentos de onda de 5 a 25 μm.
- Medições aprimoradas foram obtidas a partir dos instrumentos do Balanço de Radiação da Terra (ERB) na Nimbus-6 e na Nimbus-7.[36][37]
- Esses foram seguidos pelos scanners do Experimento de Orçamento de Radiação da Terra e pelo não scanner no NOAA-9, NOAA-10 e no Satélite de Orçamento de Radiação da Terra; também, os instrumentos Nuvens e Sistema de Energia Radiante da Terra a bordo do Aqua, Terra, Suomi-NPP e NOAA-20, e o instrumento de Orçamento de Radiação da Terra Geoestacionária [en] (GERB) no satélite Meteosat de Segunda Geração (MSG).

### Radiação LW da superfície
A radiação de ondas longas na superfície (tanto para fora quanto para dentro) é medida principalmente por pirgeômetros [en]. Uma das redes terrestres mais notáveis para o monitoramento da radiação de ondas longas na superfície é a Baseline Surface Radiation Network (BSRN) [en], que fornece medições cruciais e bem calibradas para o estudo do escurecimento e do brilho globais.

### Dados
Os dados sobre a radiação de onda longa da superfície e a OLR estão disponíveis em várias fontes, incluindo:
- Orçamento de Radiação de Superfície GEWEX da NASA (1983-2007)[39]
- Projeto CERES (Clouds and the Earth's Radiant Energy System, Nuvens e Sistema de Energia Radiante da Terra) da NASA (2000-2022)[40]

## Cálculo e simulação de OLR

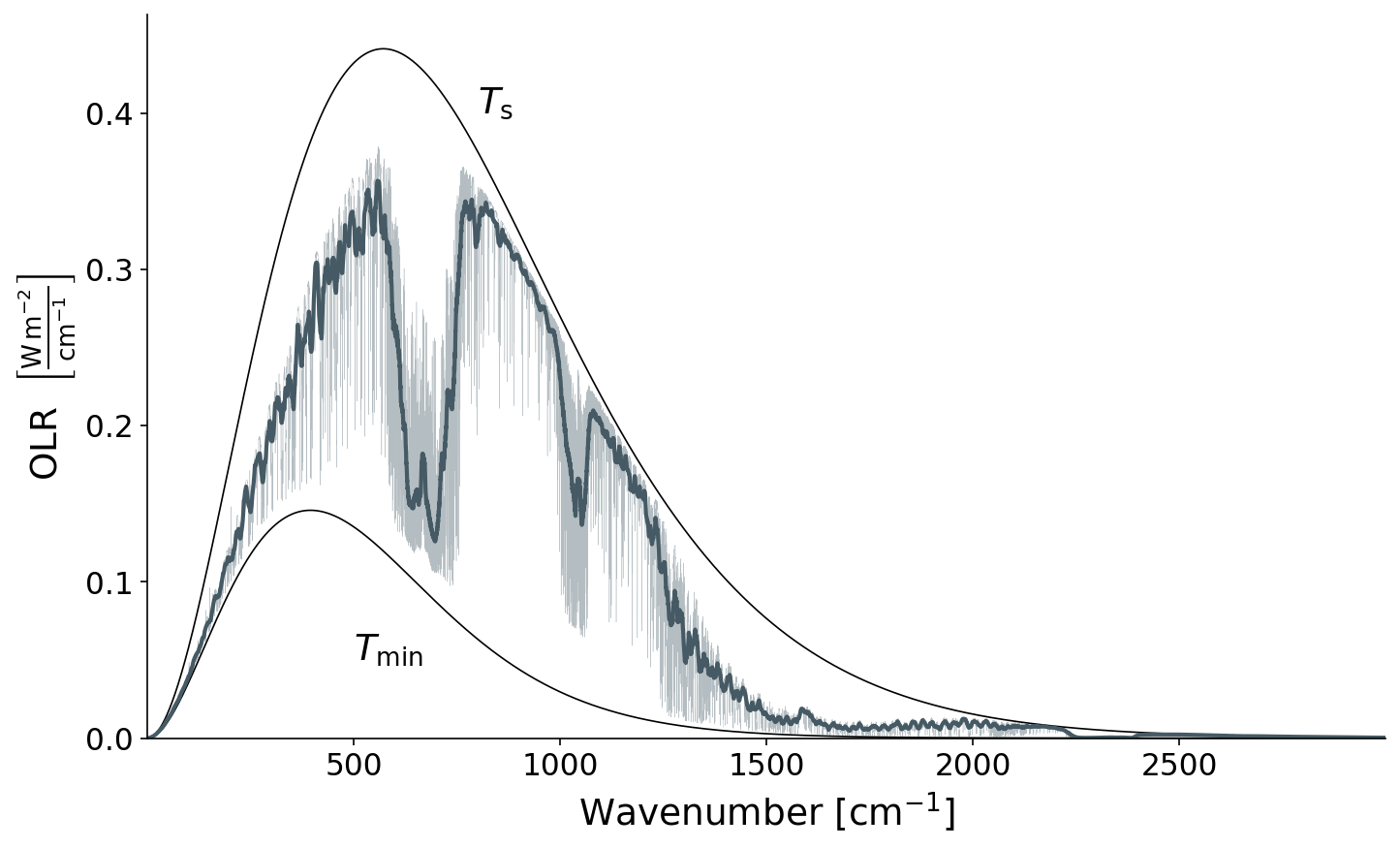
Espectro de número de onda simulado da radiação de onda longa de saída da Terra (OLR) usando o en. Além disso, é mostrada a radiação de corpo negro para um corpo na temperatura da superfície T_{s} e na temperatura da tropopausa T_{min}.

Muitas aplicações exigem o cálculo de quantidades de radiação de ondas longas. O resfriamento radiativo local por meio da radiação de onda longa emitida, a supressão do resfriamento radiativo (por meio da radiação de onda longa descendente que cancela a transferência de energia pela radiação de onda longa ascendente) e o aquecimento radiativo por meio da radiação solar recebida determinam a temperatura e a dinâmica de diferentes partes da atmosfera.
Ao usar a radiância medida de uma determinada direção por um instrumento, as propriedades atmosféricas (como temperatura ou umidade) podem ser inferidas inversamente. Os cálculos dessas quantidades resolvem as equações de transferência radiativa que descrevem a radiação na atmosfera. Normalmente, a solução é feita numericamente por códigos de transferência radiativa atmosférica [en] adaptados ao problema específico.
Outra abordagem comum é estimar os valores usando a temperatura e a emissividade da superfície e, em seguida, comparar com a radiância do topo da atmosfera ou a temperatura de brilho do satélite [en].

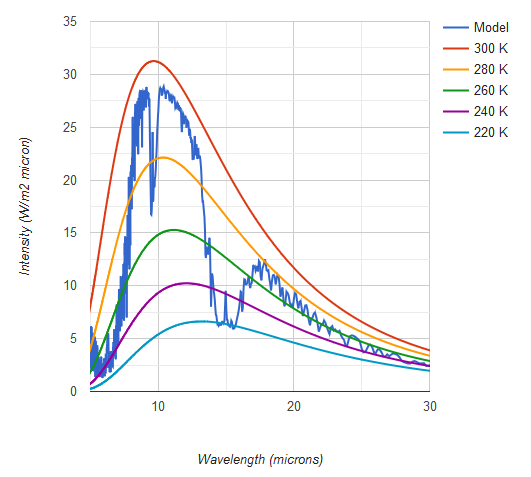
Espectro de comprimento de onda simulado do OLR da Terra em condições de céu claro usando o en.

Há ferramentas interativas on-line que permitem ver o espectro da radiação de ondas longas que se prevê que chegue ao espaço sob várias condições atmosféricas.